# François Certain de Canrobert
François Marcellin Certain de Canrobert, francoski maršal, * 27. junij 1809, † 28. januar 1895.
Kot pribočnik predsednika Louis-Napoléona Bonaparta je sodeloval v državnem udaru leta 1851, s katerim je bila ukinjena francoska druga republika in posledično ustanovljeno drugo francosko cesarstvo.